# Walentin Iwanow (sędzia piłkarski)
Walentin Walentinowicz Iwanow, ros. Валентин Валентинович Иванов (ur. 4 lipca 1961) – rosyjski sędzia piłkarski. Syn piłkarza Walentina, mistrza olimpijskiego i mistrza Europy.
Jako piłkarz został finalistą Pucharu ZSRR 1982. Karierę piłkarską zakończył szybko, bo w wieku 25 lat. Z zawodu nauczyciel wychowania fizycznego, arbitrem FIFA został w 1997.
Pierwszym międzynarodowym meczem, jaki sędziował, był pojedynek Luksemburg – Polska w 1999 roku, wygrany przez Polaków 2:3. Sędziował na mistrzostwach Europy w 2004 (jego asystentami byli Krasjuk i Jeniutin), był także w gronie arbitrów mundialu 2006. Na tej ostatniej imprezie ustanowił rekord finałów mistrzostwa świata pokazując szesnaście żółtych kartek i cztery czerwone w meczu 1/8 finału Portugalia – Holandia.